# Adolf Słaboń
Adolf Słaboń (ur. 14 października 1928 w Małoszycach, zm. 11 czerwca 2005 we Wrocławiu) – polski żużlowiec.

## Życiorys

### Życie prywatne
Ojciec Roberta Słabonia i dziadek Krzysztofa Słabonia – również żużlowców.

### Kariera sportowa
Sport żużlowy uprawiał w latach 1950–1971, przez całą karierę reprezentując klub z Wrocławia (występujący pod nazwami: Związkowiec, Spójnia, Ślęza i Sparta). Czterokrotny medalista drużynowych mistrzostw Polski: srebrny (1950) oraz trzykrotnie brązowy (1963, 1967, 1968).
Finalista indywidualnych mistrzostw Polski (Rybnik 1965 – XII miejsce). Dwukrotny reprezentant Polski w eliminacjach indywidualnych mistrzostw świata (najlepszy wynik: Warszawa 1961 – X miejsce w półfinale kontynentalnym). Uczestnik półfinału kontynentalnego drużynowych mistrzostw świata (Wrocław 1965 – II miejsce; start w barwach Sparty Wrocław, poza klasyfikacją). 
Finalista indywidualnych mistrzostw Europy na długim torze (Mühldorf 1958 – XVII miejsce).